# Hynek starší Bruntálský z Vrbna
Hynek starší Bruntálský z Vrbna (německy Heinrich der Äletere von Wrbna-Freudenthal , někdy též Ignaz, též Bruntalsky von Wrbna, či Würben und Freudenthal, 1534, nebo 1530 – 30. dubna 1596) byl moravský šlechtic ze slezské linie rodu Bruntálských z Vrbna. Působil ve státních službách jako moravský zemský hejtman v 16. století.

## Život
Narodil se jako nejstarší syn Jana Bruntálského z Vrbna a jeho manželky Johanky ze Žerotína († 1560). Měl sourozence Bernarta, Štefana ml., Mandalenu, Bohunku a snad i Kateřinu.
Již od mládí se těšil obzvláštní důvěře císařů Ferdinanda I., Maxmiliána II. a Rudolfa II., což mu pomohlo v dosažení vlivného postavení na Moravě a ve Slezsku, kde v letech 1590–1594 zastával post zemského hejtmana.
Jeho působení spadalo do neklidné doby reformace a protireformace, jež měly vliv i na politiku a stát. V době všeobecného politického, náboženského i národnostního zmatku ve všech vrstvách společnosti, měly na Moravě a ve Slezsku hlavní slovo dva staré a mocné rody – páni z Vrbna a Žerotínové. Mezi Vrbenskými především právě Hynek vynikal věrností.
Po smrti svého staršího bratra Bernarta v roce 1582 vlastnil Hynek Bruntál a stal se nejvýznamnějším pánem města. V obavách o bezpečnost své rodiny zakoupil také Brannou (1582), Lipník (1592) a Věstonice (1588), které po několika letech opět prodal olomoucké katedrální kapitule.

### Manželství a rodina
Hynek z Vrbna byl dvakrát ženatý. Jeho první manželkou byla sestřenice Rebeka Bruntálská z Vrbna († 1582, Bruntál), dcera jeho strýce Štěpána Jiřího (1515-1567). Z tohoto manželství se narodily tři děti:
- Magdalena (1585 - † před 1610)
- Jan (1560 - 1608)
- Jiří (kolem 1565 - 1625, Brno), moravský zemský soudce

Jeho druhou manželkou se v roce 1589 stala Kristýna z Rogendorfu († 1621, Sponau), dcera Jana Viléma z Rogendorfu a Markéty z Herbersteinu. S Kristýnou měl další dvě dcery:
- Marie
- Judita (1593-1662)

Po Hynkově smrti se jeho vdova Kristýna provdala za Jana Viléma z Losensteinu (1546-1601).